# Камзас (приток Балыксу)
Камзас — река в России, протекает по Аскизскому району Республики Хакасия. Устье реки находится в 7 км по левому берегу реки Балыксу. Длина реки составляет 14 км.

## Данные водного реестра
По данным государственного водного реестра России относится к Верхнеобскому бассейновому округу, водохозяйственный участок реки — Томь от истока до города Новокузнецк, без реки Кондома, речной подбассейн реки — Томь. Речной бассейн реки — (Верхняя) Обь до впадения Иртыша.
Код объекта в государственном водном реестре — 13010300212115200007528.

## Топографическая карта
- Лист карты N-45-XXIV. Масштаб: 1 : 200 000. Указать дату выпуска/состояния местности.